# チューリッヒ・エルリコン駅
チューリッヒ・エルリコン駅 (Zürich Oerlikon) は、スイス、チューリッヒ市エルリコンにある鉄道駅である。駅は、チューリッヒ・Sバーン・ネットワークとスイスの鉄道網の両方が乗り入れる、重要な乗換駅となっている。鉄道は、Sバーンの7線が乗り入れ、地域外からの列車も発着する。市外からの電車や貨物列車は、駅を止まらず通過する。

## 位置
エルリコン駅は、チューリッヒ郊外、エルリコンの中心にあるハレンシュタディオンや「メッセ・チューリッヒ」に近く、周辺には、重要な商業施設がまだ残っている。
この駅は、重要で発着数の多い駅の1つである。駅には、チューリッヒ・SバーンのS2、S5、S6、S7、S8、S14及びS16が乗り入れており、チューリッヒ国際空港とバーゼルSBB駅、ルツェルン、スイス西部を結ぶインターレギオの路線上でも主要な駅となっている。特に、チューリッヒ中央駅からの便は頻繁に発着しており、所要時間は数分ほどである。
チューリッヒ・トラムウェイ・システムとグラッタルバーンの両方は、鉄道駅に隣接する電停から発着している。また、チューリッヒ市交通局とグラッタルバスは、エルリコンとチューリッヒ空港との間の、チューリッヒ市郊外、グラット・バレーを結んでいる。

## 歴史

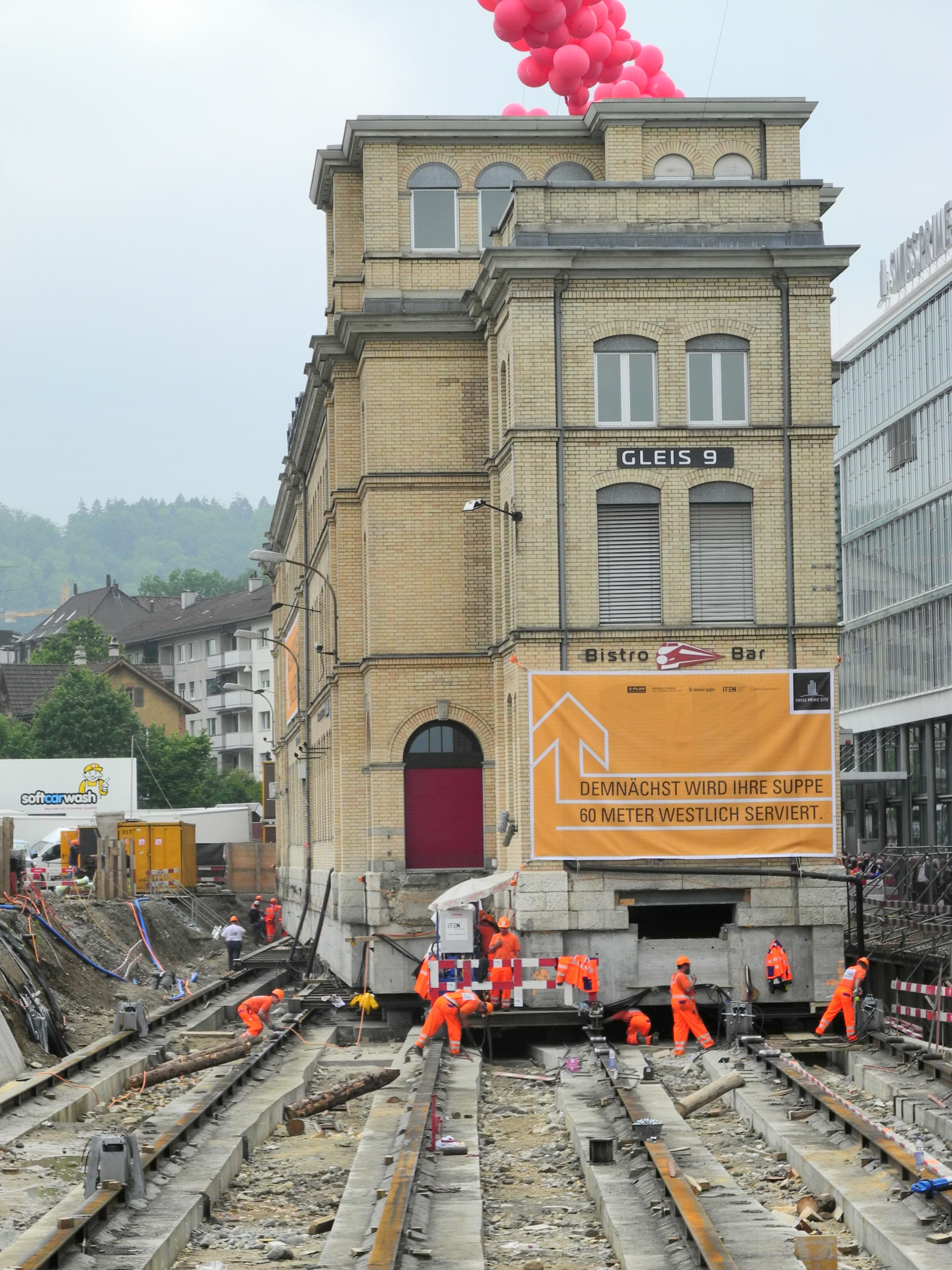
「Gleis 9」の移動

1855年12月27日、エルリコン - ヴァリゼレン - ヴィンタートゥールを結ぶ路線が、スイス北東鉄道（NOB）によって開通した。このとき、木製の駅がA. BeckhとJakob Friedrich Wannerによって設計された。その後、1865年に石造りの駅舎と入れ替えられ、今日存在するのは、1912年に建設されたものである。1969年6月、ケーファーベルグに鉄道トンネルが掘られ、1979年10月にエルリコン - 空港 - バッサースドルフを結ぶ路線が開業した。駅の建物やバスターミナル、2本の線路は、2010年半ばから改修されている。2014年6月にチューリッヒ中央駅への3本目のルートとなるヴァインベルクトンネルが開通した。
ヴァインベルクトンネルの開通を補完するために、2つのプラットホームの追加、バス・路面電車停留所の整備などの駅設備の更新が行われた。駅の北西側の新しいプラットホームと線路の建設地には、以前エリコン機械製作所の事務所として使われ、その後レストラン複合施設「Gleis 9」として使われている19世紀末に建てられたビルがあった。地域にとっての文化的重要性があるため、建物を破壊する計画は却下され、その代わりに6,200トン（6,800ショートトン）の建物が特別に敷設された線路上で60メートル西に移動された。移動は19時間かけて2012年5月に行われた。

## 画像

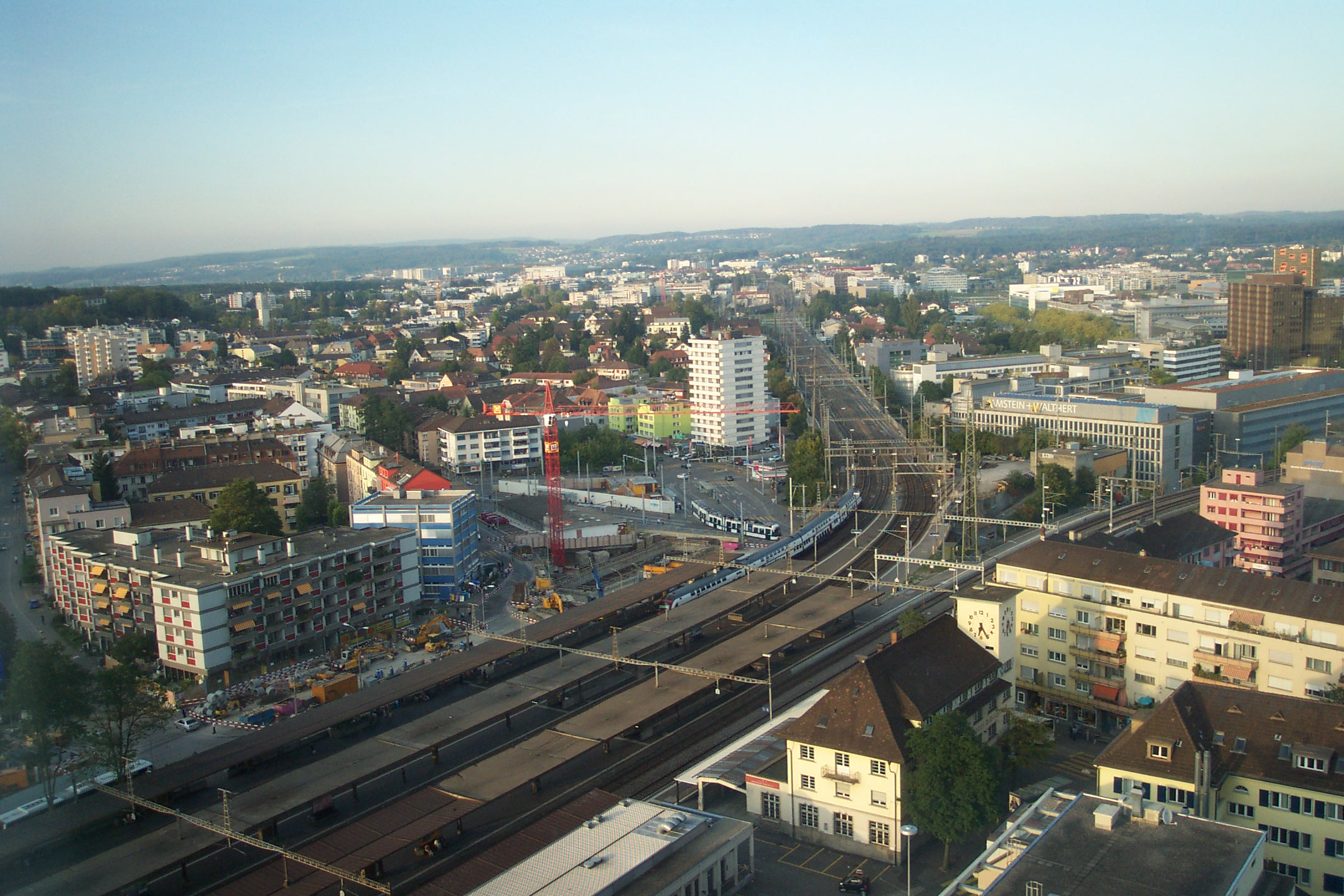
スイスホテル27階からの眺め。エルリコンの北東に、ヴァリゼレンへの路線が右へ分岐している。
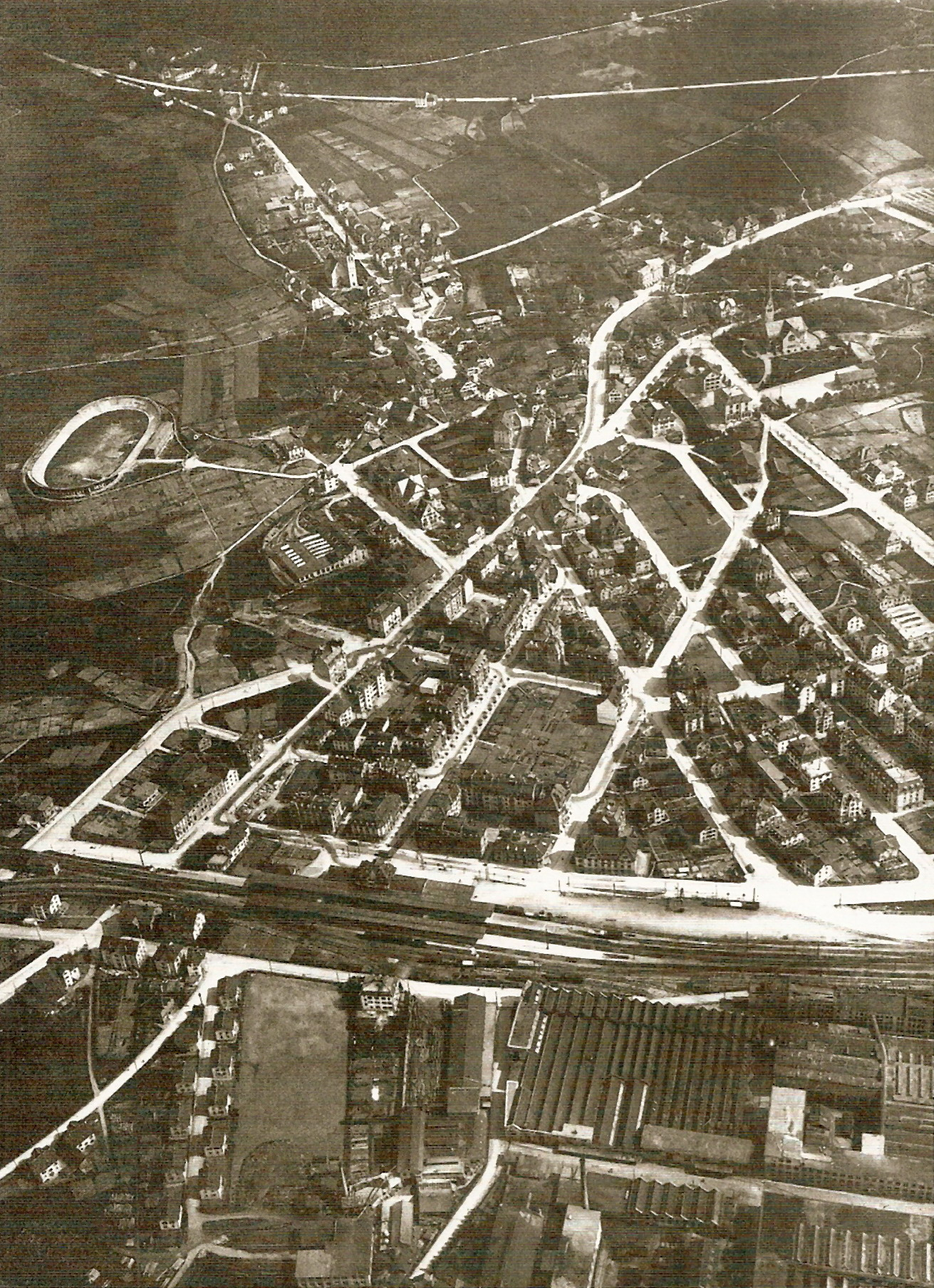
ヴァルター・ミッテルホルツアーによる1920年以前のエルリコン駅周辺を撮した航空写真。
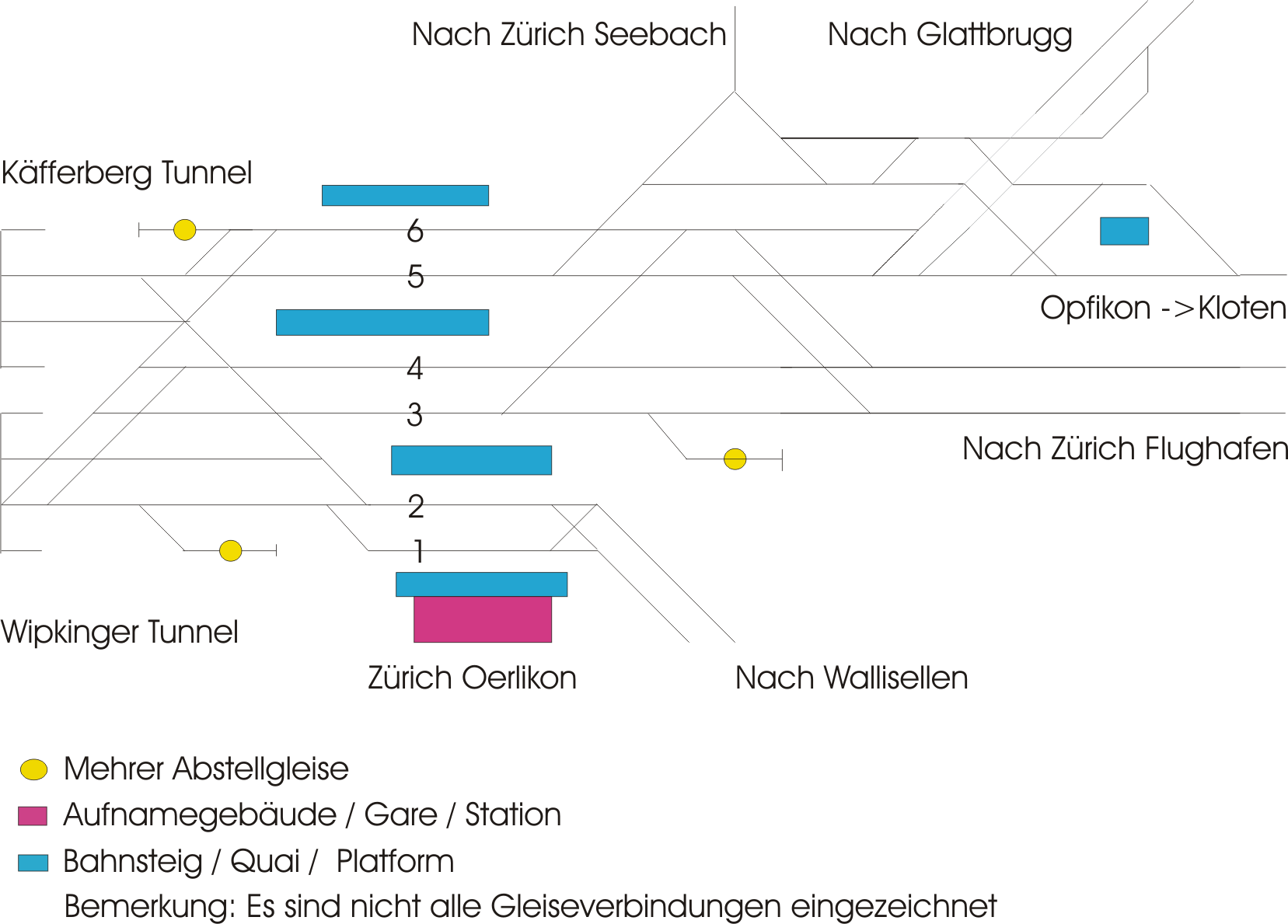
駅の配置図
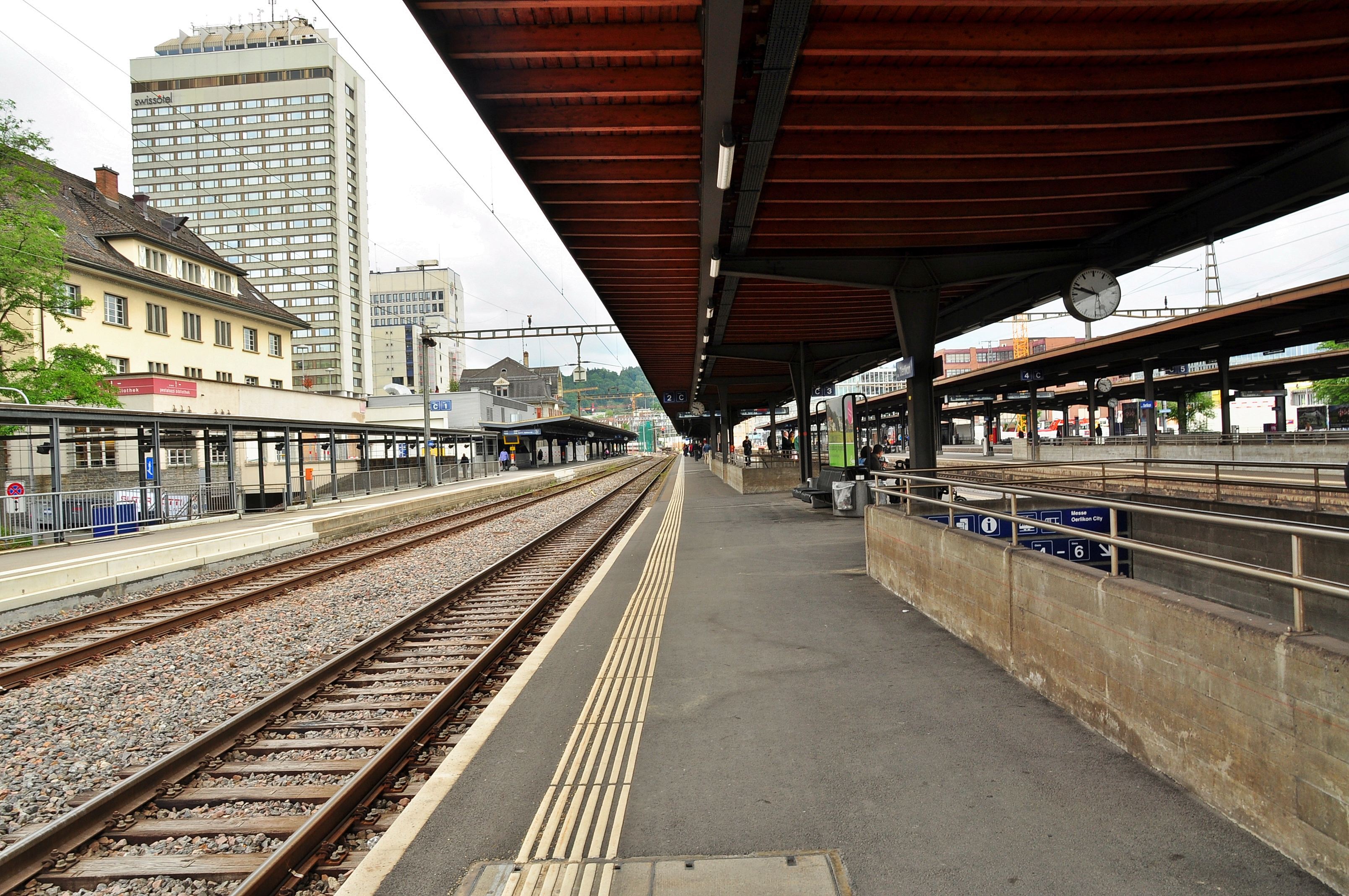
南側から見たプラットホーム